# Arthur Fata
Arthur Fata es un escultor de Zimbabue, nacido el  año 1963 en  Harare. 

## Datos biográficos
Nacido en Harare, Fata estudió Bellas Artes en la Escuela Taller de la Galería Nacional de Zimbabue. Allí aprendió las técnicas de la pintura, el grabado y los textiles, algo inusual para un artista de Zimbabue. Más tarde completó su formación residiendo y estudiando en Inglaterra, Portugal y Bulgaria. 
Su obra ha sido comparada con la de Dominic Benhura, con quien comparte un interés en el trabajo de las técnicas mixtas. Entre sus ayudantes está Celestino Mukavhi (n.1972). Sus obras pueden verse en el Parque de esculturas Chapungu.

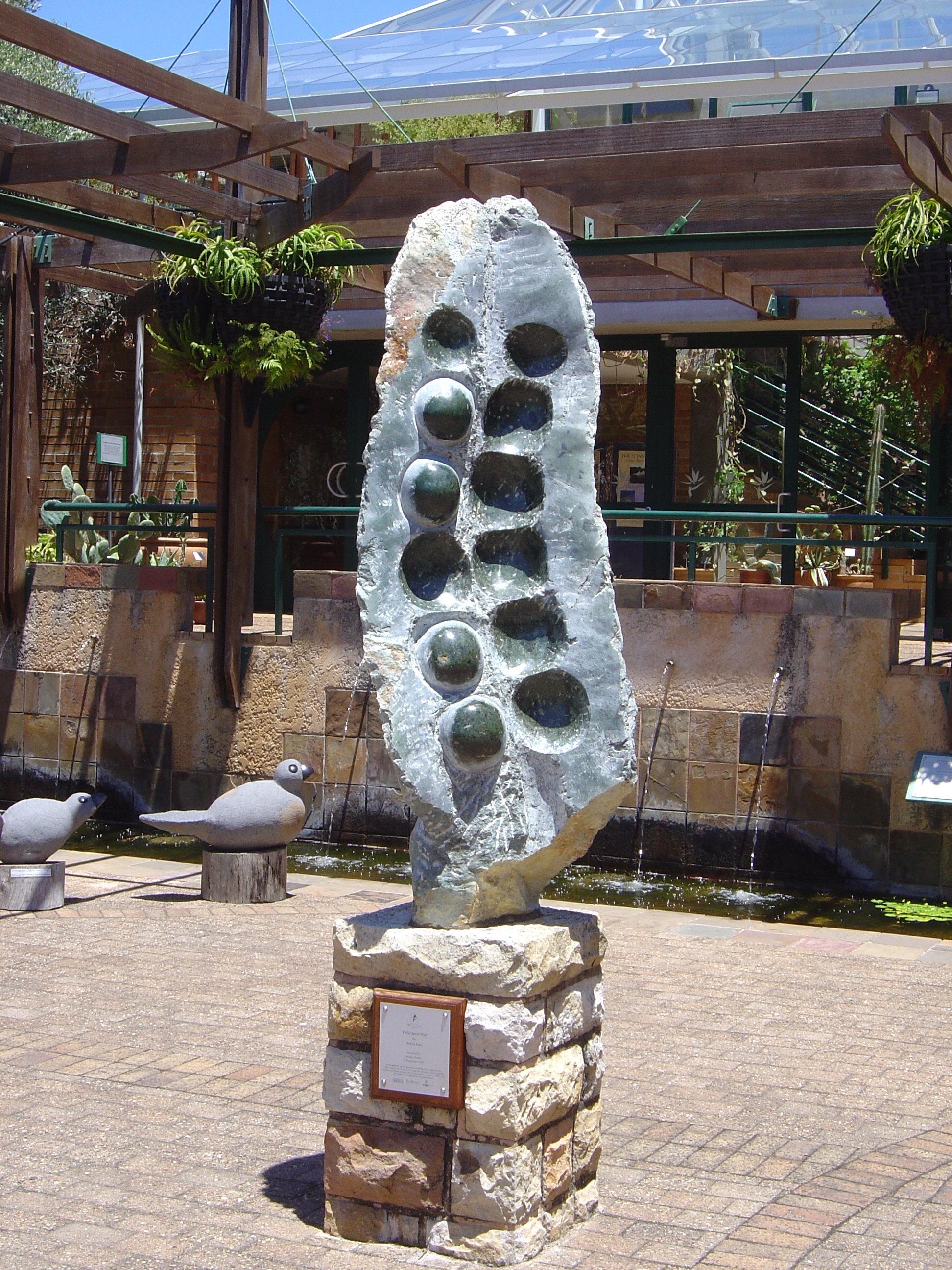
Vaina de semillas silvestres de Arthur Fata a la entrada del Jardín Botánico Nacional de Kirstenbosch en Ciudad del Cabo, Sudáfrica.